# Albrecht von Bayern (1905–1996)

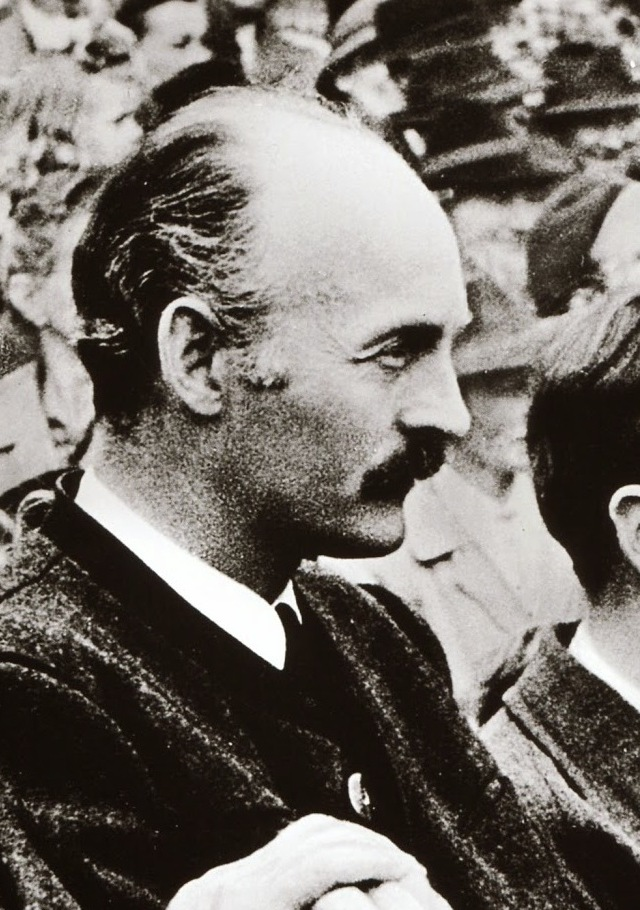
Albrecht von Bayern (1948)

Albrecht Luitpold Ferdinand Michael Herzog von Bayern (* 3. Mai 1905 in München; † 8. Juli 1996 auf Schloss Berg) war ein deutscher Adliger, Chef des Hauses Wittelsbach und Forstwirt. Er war ein Sohn des Kronprinzen Rupprecht von Bayern und seiner ersten Frau Herzogin Marie Gabriele in Bayern. Er war das einzige überlebende Kind dieser Ehe und der letzte Erbprinz von Bayern. Sein Adelstitel war bis 1918 Erbprinz Albrecht Luitpold Ferdinand Michael, Herzog von Bayern, Franken und Schwaben, Pfalzgraf bei Rhein. Er war der Enkel des letzten Königs von Bayern, Ludwig III., der 1918 abgesetzt wurde. Von 1919 bis 1955 war Albrecht weiterhin als Erbprinz von Bayern bekannt. Nach dem Tod seines Vaters nannte er sich Herzog von Bayern.

## Leben

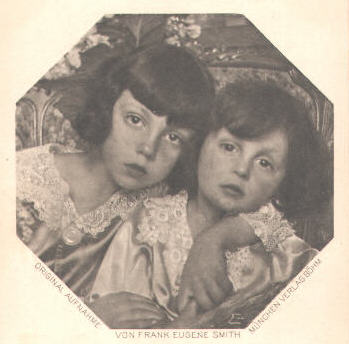
Luitpold und Albrecht von Bayern, Aufnahme von Frank Eugene

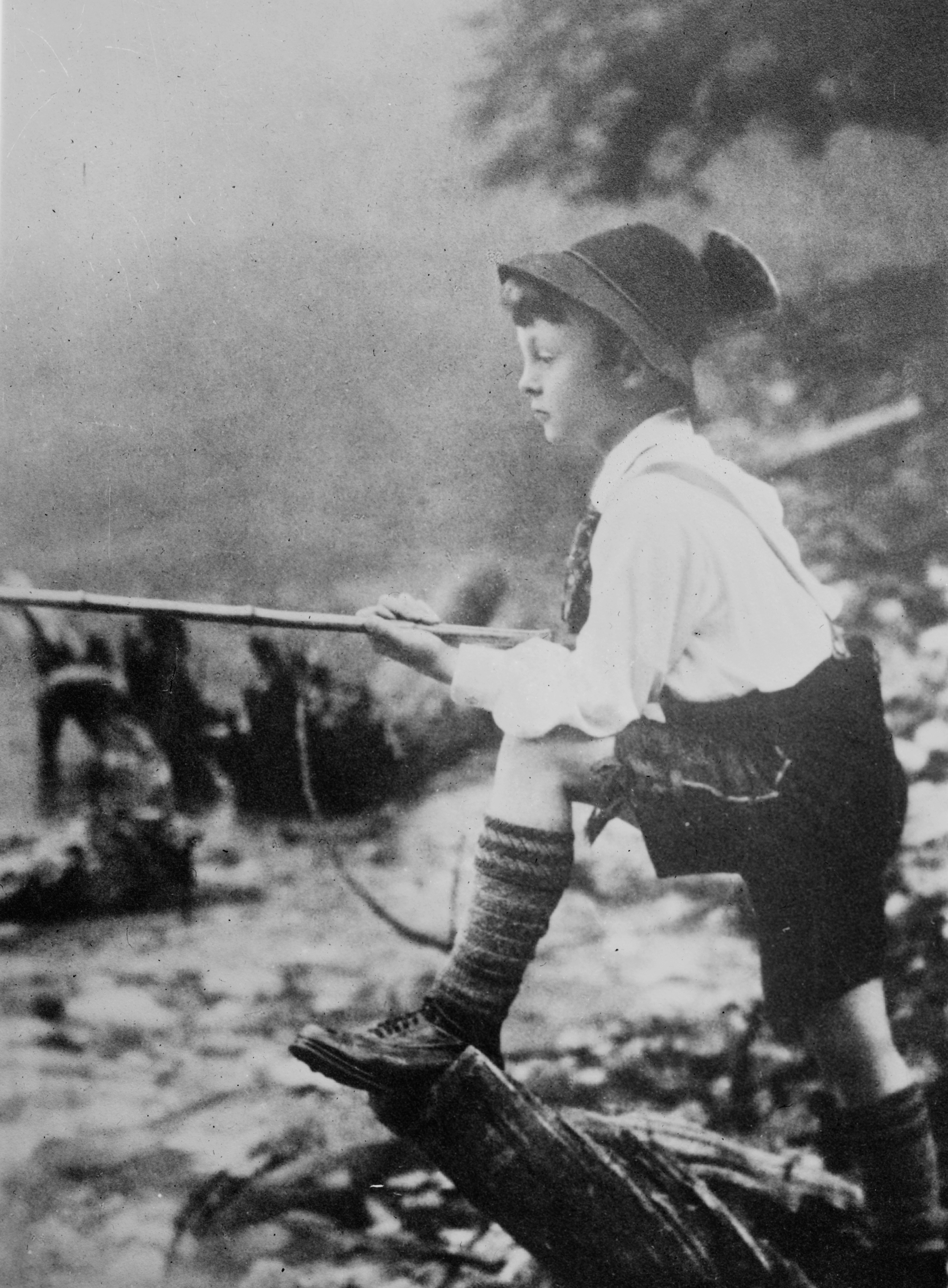
Albrecht von Bayern um 1910

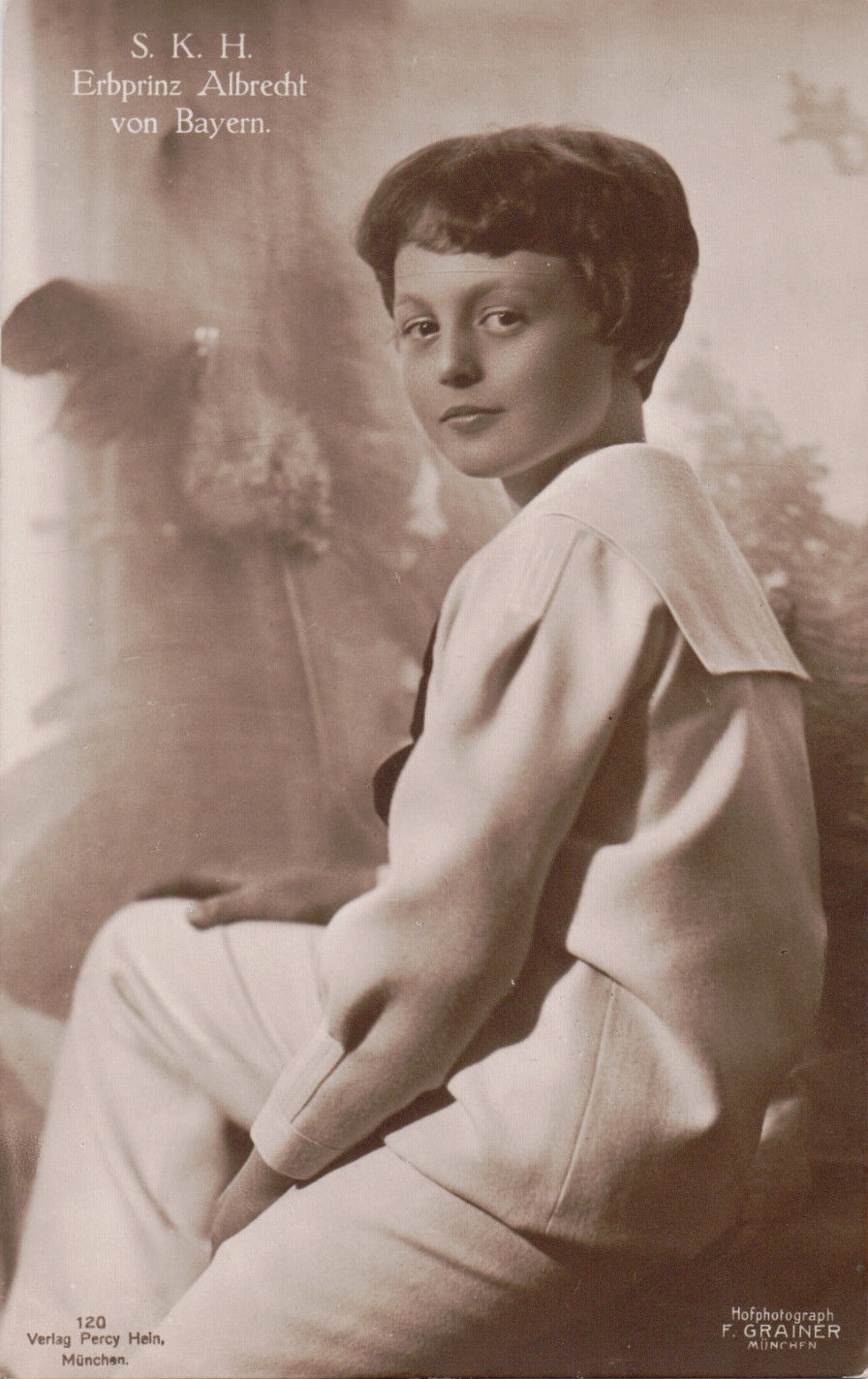
Der bayrische Erbprinz um 1915, Foto von Franz Grainer

Albrecht von Bayerns Lebensweg machte ihn zum Zeitzeugen fast des gesamten 20. Jahrhunderts. So erlebte er am Ende des Ersten Weltkriegs den Sturz der alten bayerischen Monarchie, welcher sich in München bereits am 7. November 1918 als Vorbote der Novemberrevolution in Berlin vollzog. Sein Leben war weiter geprägt durch die Flucht vor den Wirren der Revolutionszeit, durch Verfolgung in der Zeit des Nationalsozialismus, durch Gefangennahme in Konzentrationslagern, die Zerstörung des Landes im Zweiten Weltkrieg und den Wiederaufstieg in der Demokratie.

### Jugend und Heirat
Seine Kindheit fiel mit den letzten Jahren der Monarchie zusammen. Seine Mutter und sein jüngster Bruder waren 1912 gestorben. Seit dem Tod seines älteren Bruders Luitpold im Jahre 1914 war Albrecht der Erbprinz von Bayern. Als 1918 in München die Novemberrevolution begann, begab er sich zusammen mit König Ludwig III., seinem Großvater, auf die Flucht nach Tirol. Als die Familie später nach München zurückkehrte, konnte Albrecht die Hochschulreife erwerben und danach mit dem Studium der Forstwirtschaften beginnen. Ihm blieb in der Zeit des Nationalsozialismus der Abschluss des Studiums versagt, weil er nicht bereit war, in eine NS-Organisation einzutreten.
Am 3. September 1930 heiratete er in Berchtesgaden Maria Franziska Juliana Johanna Gräfin Drašković von Trakošćan (1904–1969). Aus dieser Ehe gingen vier Kinder hervor. Die Ehe galt zunächst nach dem privat noch angewandten Hausgesetz der Wittelsbacher als „nicht ebenbürtig“; das Ehepaar lebte „mit sehr beschränkten Mitteln in einem kleinen Haus“ in Wildbad Kreuth.

### NS-Zeit, Exil, KZ-Haft
Nach der Machtergreifung der Nationalsozialisten forderte Albrechts Vater Rupprecht am 17. März 1933 in einem Brief, Reichspräsident Hindenburg auf, sich für eine föderalistische Verfassung im Sinne Bismarcks einzusetzen. Nach der Einsetzung von Reichsstatthaltern in den Ländern erhob der ehemalige Kronprinz am 10. April erneut erfolglos „Protest gegen diese Vergewaltigung der deutschen Staaten“, die „praktisch die Aufhebung der Länder“ bedeutete.
Im Juli 1934 emigrierte Albrecht mit seiner Familie nach Ungarn. Von 1935 bis 1939 kehrte die Familie nach Bayern zurück und lebte zurückgezogen in Kreuth, doch der ehemalige Kronprinz emigrierte 1939 nach Italien, und Albrecht wich mit seiner Familie erneut nach Budapest aus, wo sie in einer Mietwohnung im Burgviertel unterkamen. Häufig besuchten sie die ungarische und kroatische Verwandtschaft seiner Frau auf dem Land oder Albrechts Onkel Franz auf seinem Gut Sárvár. Die Kinder erhielten Privatunterricht. Albrecht übernahm bis 1941 die Leitung des Hofjagdwesens für den Prinzregenten Paul von Jugoslawien.
Im September 1943 besetzte die Wehrmacht Italien und der ehemalige Kronprinz tauchte in Florenz unter. Im Oktober 1944 wurde Albrecht auf Schloss Somlóvár von der Gestapo verhaftet und zusammen mit seiner Frau, seinen vier Kindern sowie drei seiner Halbschwestern als „Sonderhäftlinge“ in die Konzentrationslager Sachsenhausen, Flossenbürg und Dachau verschleppt. Albrecht wäre dabei beinahe an der Ruhr gestorben. Durch Hunger und Krankheiten schwer angeschlagen, überlebte die Familie nur knapp. Sein Sohn Franz schreibt in seinen Erinnerungen, die Eltern hätten sich „trotz der dramatischen Lage von Anfang an völlig souverän“ verhalten. „Mein Vater nützte als einzige Waffe seine Aggressivität und attackierte jeden, der ihm zu nahekam.“ Gegen Kriegsende wurden sie mit anderen Sonderhäftlingen, darunter der Familie des Generals Paulus, in einem Hotel am Plansee (Tirol) interniert, mussten aber nach der Befreiung durch die US-Armee weiterhin unter Militärbewachung dort bleiben. Nach einiger Zeit floh Albrecht mit seiner Familie nach Linderhof und versteckte sich dort bei einem Forstwart; schließlich zogen sie, zusammen mit zahlreichen Flüchtlingen aus Ungarn, in ein Nebengebäude des von einer Alliierten Kommission besetzen Schlosses Leutstetten, wohin nach einiger Zeit auch der ehemalige Kronprinz aus Rom zurückkehrte. Dieser nahm intensiv an der bayerischen Politik der ersten Nachkriegsjahre teil. Er lernte seine Schwiegertochter Maria schätzen und erkannte ihre Ehe als „hausgesetzmäßig“ an, wodurch ihre Kinder mit Albrecht erbberechtigt wurden. Albrecht bezog mit seiner Familie 1949 das Schloss Berg, wo er bis an sein Lebensende relativ zurückgezogen wohnte.
Sein Sohn Franz erinnert sich: „Er kam nach vielen Jahren Abwesenheit zurück, hatte vorher ein Jahrzehnt schwerster Enttäuschungen erlebt – auch menschlich. Er kam zurück in ein Land, in dem fast alle seine wirklichen Freunde ermordet oder gefallen waren. Und an manche Leute, die überlebt hatten und auf die er damals traf, hatte er überwiegend schlechte Erinnerungen … Viele Orte waren für ihn durch die NS-Zeit kontaminiert. Er kam zurück in ein Bayern, das nicht mehr sein Bayern war. Die daraus resultierende Vereinsamung begleitete ihn sein ganzes Leben lang.“

### Familienoberhaupt
Nach dem Tod seines Vaters im August 1955 übernahm Albrecht die Stellung als „Chef des Hauses“. Damit verbunden war die Aufsicht über die Stiftung Wittelsbacher Ausgleichsfonds und die Wittelsbacher Landesstiftung für Kunst und Wissenschaft, ferner die traditionsreiche Stellung als Großmeister der wittelsbachischen Hausorden, des Hubertusordens, des Hausritterordens vom Heiligen Georg sowie des Theresienordens. Bereits 1952 war er in den Ritterorden vom Heiligen Grab zu Jerusalem investiert worden und war Präsident von dessen Bayerischer Ordensprovinz.
1959 übergab er die griechischen Kronjuwelen des 1862 abgesetzten Königs Otto von Wittelsbach dem damaligen griechischen König Paul. 1954 und 1956 hatte er mit seinem Sohn Franz und der Tochter Marie-Gabrielle an der „Kreuzfahrt der Könige“ teilgenommen, zu der König Paul und Königin Friederike von Griechenland alle europäischen Königshäuser eingeladen hatten.
Während des Ungarischen Volksaufstandes 1956 gründete seine Frau Maria von Bayern den Hilfsverein Nymphenburg, der sich zunächst um in Not lebende Verwandte und Bekannte in Ungarn kümmerte. Später weitete er seine karitative Tätigkeit nach Rumänien, Bulgarien und Albanien aus, wo Waisenhäuser, Altenheime, Schulen und Kindergärten unterstützt werden. Heute bemüht er sich auch um die Ausbildung Jugendlicher in Afrika.
Bei wichtigen Anlässen trat Albrecht in der Öffentlichkeit auf. Alle bayerischen Ministerpräsidenten seit dem Sozialdemokraten Wilhelm Hoegner suchten den Kontakt mit ihm. Hoegner, der freundschaftliche Verbindung mit der Familie pflegte, war ebenfalls als erklärter Gegner des Nationalsozialismus ins Exil gegangen. Anlässlich der Trauerfeier für den ehemaligen Kronprinzen ließ Hoegner die Krone des Königreichs Bayern aus der Schatzkammer holen und auf den Katafalk legen.
Um präsent zu bleiben, etablierte Albrecht die bis heute abgehaltenen alljährlichen Empfänge des Chefs des Hauses Wittelsbach auf Schloss Nymphenburg, zu denen etwa 1500 Gäste aus der Landespolitik, den Kommunen sowie den Kirchen und Wissenschaften, Kunst und Medizin sowie Freunde und Verwandte eingeladen werden.
Seine erste Frau Maria starb bereits 1969 – nach Überzeugung ihres Sohnes Franz an Spätfolgen ihrer KZ-Haft. 1971 heiratete Albrecht in zweiter Ehe Marie-Jenke Clara Clementine Antonia Stephanie Walburga Paula Gräfin Keglevich von Buzin (1921–1983).
Mit der Feier seines 75. Geburtstags im Jahre 1980 fiel auch das 800-jährige Regierungsjubiläum des Hauses Wittelsbach zusammen, aus dessen Anlass die Jubiläums-Ausstellung Wittelsbach und Bayern stattfand. Aus diesem Anlass errichtete er die Wittelsbacher Jubiläumsstiftung, die begabten bayerischen Frauen ein Stipendium innerhalb der Stiftung Maximilianeum finanziert, in die zuvor nur männliche Studenten aufgenommen werden durften.
Albrecht von Bayern starb am 8. Juli 1996 im Alter von 91 Jahren. Oberhaupt der Wittelsbacher ist seither sein Sohn Franz von Bayern. Albrecht und seine beiden Gemahlinnen wurden nicht mehr in einer der Fürstengrüfte in München, sondern auf dem Familienfriedhof der Wittelsbacher im Kloster Andechs bestattet, den er 1977 neu anlegen ließ.

### Wissenschaftliche Betätigung
Albrecht von Bayern hatte Forstwirtschaft studiert. Nach dem Ende des Krieges wandte sich Albrecht von Bayern wieder seinen Studien im Bereich der Forstwissenschaften zu. Sein weiteres wissenschaftliches Interesse gehörte der Zoologie und Botanik. Seine besondere Leidenschaft gehörte der Jagd. In der Sammlung seiner Trophäen befinden sich 1290 Bock- und 590 Geißschädel. Dazu kommen noch 3425 Abwurfstangen. Für diese Sammlung wurde im Jahre 2005 eigens ein Rehmuseum im Königlichen Schloss Berchtesgaden eröffnet. Ihre jahrzehntelangen Forschungsergebnisse über das Verhalten des Rehwildes publizierten Herzog Albrecht und seine zweite Gemahlin Jenke in dem umfangreichen Werk Über Rehe in einem steirischen Gebirgsrevier, für das sie die Ehrendoktorwürde als Dres. med. vet. h. c. der Münchner Universität erhielten.

## Prätendent der Jakobiten
Albrecht von Bayern war katholisch und ein Nachfahre der Stuarts. Er wurde deshalb von den Jakobiten nach dem Tod seines Vaters Rupprecht als Inhaber des britischen Throns angesehen und von ihnen als König von England, Schottland, Irland und Frankreich bezeichnet. Er hat diese Titel jedoch niemals öffentlich beansprucht. Im Mai 1965 empfing Albrecht die britische Königin Elisabeth II. während eines Staatsbesuchs auf Schloss Nymphenburg. Seine Position als Erbe des Hauses Stuart ging an seinen Sohn Franz über.

## Prätendent des griechischen Throns
Die Wittelsbacher konnten Anspruch auf den 1862 verlorenen griechischen Thron erheben, wovon Albrecht keinen Gebrauch machte. Albrecht gab 1959 die griechischen Kronjuwelen an König Paul zurück.

## Vorfahren
| Ahnentafel Albrecht Herzog von Bayern  | Ahnentafel Albrecht Herzog von Bayern                                                            | Ahnentafel Albrecht Herzog von Bayern                                                               | Ahnentafel Albrecht Herzog von Bayern                                                                                | Ahnentafel Albrecht Herzog von Bayern                                                                                | Ahnentafel Albrecht Herzog von Bayern                                                            | Ahnentafel Albrecht Herzog von Bayern                                                                         | Ahnentafel Albrecht Herzog von Bayern                                                                   | Ahnentafel Albrecht Herzog von Bayern                                                                                    |
| -------------------------------------- | ------------------------------------------------------------------------------------------------ | --------------------------------------------------------------------------------------------------- | --- | --- | ------------------------------------------------------------------------------------------------ | --- | --- | --- |
| Ururgroßeltern                         | König Ludwig I. (1786–1868) ⚭ 1810 Therese von Sachsen-Hildburghausen (1792–1854)                | Großherzog Leopold II. von Österreich-Toskana (1797–1870) ⚭ 1816 Maria Anna von Sachsen (1799–1832) | Erzherzog Franz IV. von Österreich-Este (1779–1846) ⚭ 1812 Maria Beatrix von Savoyen (1792–1840)                     | Erzherzog Joseph Anton Johann von Österreich (1776–1847) ⚭ 1819 Maria Dorothea von Württemberg (1797–1855)           | Herzog Pius August in Bayern (1786–1837) ⚭ 1807 Amalie Luise von Arenberg (1789–1823)            | König Maximilian I. Joseph von Bayern (1756–1825) ⚭ 1797 Karoline Friederike Wilhelmine von Baden (1776–1841) | König Johann VI. von Portugal (1767–1826) ⚭ 1785 Charlotte Joachime von Spanien (1775–1830)             | Erbprinz Konstantin zu Löwenstein-Wertheim-Rosenberg (1802–1838) ⚭ 1829 Marie Agnes von Hohenlohe-Langenburg (1804–1835) |
| Urgroßeltern                           | Prinzregent Luitpold von Bayern (1821–1912) ⚭ 1844 Auguste Ferdinande von Österreich (1825–1864) | Prinzregent Luitpold von Bayern (1821–1912) ⚭ 1844 Auguste Ferdinande von Österreich (1825–1864)    | Erzherzog Ferdinand Karl von Österreich-Este (1821–1849) ⚭ 1847 Elisabeth Franziska Maria von Österreich (1831–1903) | Erzherzog Ferdinand Karl von Österreich-Este (1821–1849) ⚭ 1847 Elisabeth Franziska Maria von Österreich (1831–1903) | Herzog Maximilian Joseph in Bayern (1808–1888) ⚭ 1828 Ludovika Wilhelmine von Bayern (1808–1892) | Herzog Maximilian Joseph in Bayern (1808–1888) ⚭ 1828 Ludovika Wilhelmine von Bayern (1808–1892)              | König Michael I. von Portugal (1802–1866) ⚭ 1851 Adelheid von Löwenstein-Wertheim-Rosenberg (1831–1909) | König Michael I. von Portugal (1802–1866) ⚭ 1851 Adelheid von Löwenstein-Wertheim-Rosenberg (1831–1909)                  |
| Großeltern                             | König Ludwig III. (1845–1921) ⚭ 1868 Marie Therese von Österreich-Este (1849–1919)               | König Ludwig III. (1845–1921) ⚭ 1868 Marie Therese von Österreich-Este (1849–1919)                  | König Ludwig III. (1845–1921) ⚭ 1868 Marie Therese von Österreich-Este (1849–1919)                                   | König Ludwig III. (1845–1921) ⚭ 1868 Marie Therese von Österreich-Este (1849–1919)                                   | Herzog Carl Theodor in Bayern (1839–1909) ⚭ 1874 Maria Josepha von Portugal (1857–1943)          | Herzog Carl Theodor in Bayern (1839–1909) ⚭ 1874 Maria Josepha von Portugal (1857–1943)                       | Herzog Carl Theodor in Bayern (1839–1909) ⚭ 1874 Maria Josepha von Portugal (1857–1943)                 | Herzog Carl Theodor in Bayern (1839–1909) ⚭ 1874 Maria Josepha von Portugal (1857–1943)                                  |
| Eltern                                 | Kronprinz Rupprecht von Bayern (1869–1955) ⚭ 1900 Marie Gabriele in Bayern (1878–1912)           | Kronprinz Rupprecht von Bayern (1869–1955) ⚭ 1900 Marie Gabriele in Bayern (1878–1912)              | Kronprinz Rupprecht von Bayern (1869–1955) ⚭ 1900 Marie Gabriele in Bayern (1878–1912)                               | Kronprinz Rupprecht von Bayern (1869–1955) ⚭ 1900 Marie Gabriele in Bayern (1878–1912)                               | Kronprinz Rupprecht von Bayern (1869–1955) ⚭ 1900 Marie Gabriele in Bayern (1878–1912)           | Kronprinz Rupprecht von Bayern (1869–1955) ⚭ 1900 Marie Gabriele in Bayern (1878–1912)                        | Kronprinz Rupprecht von Bayern (1869–1955) ⚭ 1900 Marie Gabriele in Bayern (1878–1912)                  | Kronprinz Rupprecht von Bayern (1869–1955) ⚭ 1900 Marie Gabriele in Bayern (1878–1912)                                   |
| Albrecht Herzog von Bayern (1905–1996) |                                                                                                  | | | |                                                                                                  | | | |

## Ehen und Nachkommen
Albrecht heiratete am 3. September 1930 in Berchtesgaden Maria Gräfin Drašković von Trakošćan (1904–1969), Tochter des Grafen Dionys und seiner Gattin Julia Prinzessin von Montenuovo. Aus der Ehe gingen vier Kinder hervor:
1. Marie Gabrielle (* 1931) ⚭ Georg von Waldburg zu Zeil und Trauchburg (1928–2015)
2. Marie Charlotte (1931–2018) ⚭ Paul von Quadt zu Wykradt und Isny (1930–2011)
3. Franz (* 1933)
4. Max Emanuel (* 1937) ⚭ Elizabeth Christina Douglas (* 1940)

In zweiter Ehe heiratete er am 21. April 1971 in München Marie Jenke Eugenie Gräfin Keglevich von Buzin (1921–1983), Tochter von Stephan Graf Keglevich von Buzin auf Abony und seiner Gattin Clara Gräfin Zichy zu Zich und Vásonykeo. Die Ehe blieb kinderlos.

## Veröffentlichungen
- mit Jenke von Bayern, Hans Eisbacher, Karl Meunier: Über Rehe in einem steirischen Gebirgsrevier. 2., neu bearbeitete und erweiterte Auflage. BLV-Verlags-Gesellschaft, München 1977, ISBN 3-405-11851-4.
- Weichselboden. Bilder und Abschluss der Rehbeobachtungen. BLV-Verlags-Gesellschaft, München 1991, ISBN 3-405-14342-X.
- Das jagdliche Vermächtnis Herzog Albrechts von Bayern. Anleitung zur Führung großer und kleiner Jagdreviere. Parey, Singhofen 1997, ISBN 3-89715-540-0.